# کپلا، سنگاپور
کپلا، سنگاپور (انگلیسی: Capella Singapore) یک هتل پنج‌ستاره و استراحتگاه واقع در جزیره سنتوزا، سنگاپور است.